# Rijksstad Dinkelsbühl
De rijksstad Dinkelsbühl was een tot de Zwabische Kreits behorende rijksstad binnen het Heilige Roomse Rijk.
De stad wordt voor het eerst vermeld in 1188 als Tinkelspuhel en is waarschijnlijk omstreeks 1180 als stad door de Hohenstaufen gesticht. De graven van Oettingen hielden de stad van 1271 tot 1351 in pand, maar de stad zelf wist het pandschap in te lossen. Onder koning Rudolf gold Dinkelsbühl als rijksstad. In 1305 werd door koning Albrecht I het stadsrecht van Ulm verleend en in 1309 wordt de stad bevrijd van buitensteedse rechters. Vanaf 1351 heeft de stad het recht om zelf zijn rechters te kiezen. Tussen 1530 en 1534 wordt de zwingliaanse reformatie ingevoerd, pas in 1541 de lutherse.
In de Reichsdeputationshauptschluss van 25 februari 1803 wordt in paragraaf 2 de inlijving bij het keurvorstendom Beieren vastgesteld. Beieren staat de voormalige rijksstad per 1 januari 1804 af aan het Pruisische vorstendom Ansbach, zoals vastgelegd was in het grensverdrag tussen Pruisen en Beieren van Ansbach van 30 juni 1803. Dit was echter van korte duur, want in de conventie van Schönbrunn van 15 december 1805 staat de koning van Pruisen het vorstendom Ansbach en dus ook Dinkelsbühl aan Frankrijk af, dat het vervolgens doorgeeft aan de koning van Beieren.